# Musaranya d'Eisentraut
La musaranya d'Eisentraut (Crocidura eisentrauti) és una espècie de mamífer eulipotifle de la família de les musaranyes (Soricidae) que viu al Camerun. Està amenaçada per les possibles erupcions volcàniques del Mont Camerun (la darrera s'esdevingué a la dècada de 1950).